# Ismael Mariqueo
Ismael Andrés Mariqueo Urzúa (Pudahuel, Santiago, Chile, 29 de diciembre de 1989) es un futbolista chileno. Juega como mediocampista.

## Clubes
| Club                 | País  | Año         |
| -------------------- | ----- | ----------- |
| Pudahuel Barrancas   | Chile | 2007-2008   |
| Deportes Melipilla   | Chile | 2008-2009   |
| Magallanes           | Chile | 2010        |
| San Luis de Quillota | Chile | 2011 - 2013 |
| Deportes Melipilla   | Chile | 2013 - 2014 |

## Títulos
Magallanes Campeón de Tercera División 2010 

Mundial Fútbol Calle 2014